# Muro d'orrizonte
Muro d'orrizonte is een compositie van Salvatore Sciarrino.
Sciarrino schrijft in een persoonlijke stijl. Hij maakt gebruik van gangbare muziekinstrumenten, maar laat ze zelden als zodanig klinken. Ook in dit werk zijn nauwelijks “normale” tonen te horen, maar is het zuchten, aanzetten via mondstuk tot een beginnende toon, wat loopjes, overgeblazen tonen en geratel van kleppen. Belangrijk element in de muziek van deze Italiaan wordt gevormd door de veelvuldige stiltes die hij laat vallen. Alhoewel er geen melodielijn is en geen ritme, is de partituur geschreven met een indeling van een vaste vierkwartsmaat, waarbij zoals gebruikelijk in de klassieke muziek de nadruk ligt op tel 1. De componist lichtte de titel (vrij vertaald: Muur van de horizon) toe, dat onze ogen de horizon als een duidelijke scheidingslijn zien, terwijl diezelfde horizon juist niet vastligt. De titel voor het werk had Sciarrino al in 1993; hij moest er alleen nog een werk bij schrijven. Het platenlabel Kairos heeft het in het boekwerkje over een permanente overgang tussen hemel, vagevuur en hel, dan wel hartritmestoornis tot fibrilatie.
Het werk ging in première tijdens het Berliner Festspiele Musikbiennale (die bestelde het werk ook) op 16 maart 1997. Leden van het Ensemble Recherche, waaraan het werk is opgedragen, speelden het toen in het Martin-Gropius-Bau.